# Маккарри, Стив
Стив Маккарри (англ. Steve McCurry; род. 23 апреля 1950 года) — американский фотожурналист, представитель документальной фотографии, более всего известный как автор снимка «афганской девочки» с обложки журнала National Geographic.

## Ранняя жизнь
Маккарри родился в Филадельфии, учился в Университете штата Пенсильвания. Сначала изучал кинематограф и кино, но в конечном итоге получил степень в области театрального искусства и окончил университет с отличием в 1974 году. Он заинтересовался фотографией, когда начал фотографировать для университетской газеты The Daily Collegian.
В 2001 году работы Стива МакКарри выставлены в международной художественной выставке, организованной агентством Leo Burnett с итальянским художником Умберто Pettinicchio, в Лозанне в Швейцарии.

## Карьера
Он начал свою карьеру в фотожурналистике во время войны в Афганистане. Маккарри пересёк афгано-пакистанскую границу в контролируемых повстанцами районах, будучи переодетым в местную одежду, а рулоны фотоплёнки были вшиты в неё. Его фотографии были одними из первых фотографий конфликта и широко публиковались, он выиграл золотую медаль Роберта Капы как лучший зарубежный фоторепортёр. Впоследствии Маккарри продолжил делать фоторепортажи международных конфликтов, включая Ирано-иракскую войну, гражданские войны в Ливане, Камбодже, на Филиппинах, войну в Персидском заливе, войну в Афганистане. Его работы были опубликованы по всему миру в различных журналах, и он часто публиковался в National Geographic. Он стал членом Magnum Photos в 1986 году.

## Фотография «афганской девочки»
Маккарри сделал свою самую известную фотографию, «Афганская девочка», в лагере пуштунских беженцев вблизи Пешавара, Пакистан. Сам снимок был назван «самой известной фотографией» в истории журнала National Geographic, и её лицо стало известным после помещения фотографии на обложку номера журнала за июнь 1985 года. Фотография также широко использовалась в брошюрах, плакатах и календарях Amnesty International.
Личность «афганской девочки» оставалась неизвестной на протяжении 17 лет, пока Маккарри и команда National Geographic не отыскали женщину по имени Шарбат Гула в январе 2002 года.